# Lokomotiva 475.1
Lokomotiva 475.1 je univerzální parní lokomotiva vyráběná v letech 1947–1950 Škodovými závody v Plzni pro Československé státní dráhy v celkovém počtu 172 kusů, z nichž však bylo posledních 25 dodáno do KLDR. Pro svůj elegantní vzhled dostala přezdívku Šlechtična. Lokomotivy byly určeny pro vozbu dálkových rychlíků, osobních vlaků a také příležitostně rychlých nákladních vlaků. 
Lokomotivka Škoda v Plzni uplatnila při výrobě této řady nejmodernější technologie a konstrukční prvky používané v té době v zahraničí. V našem provozu se tak objevila lokomotiva s novými konstrukčními prvky, které se při konstrukci parních kotlů dosud nepoužívaly. Jedná se zejména o spalovací komoru a varník. U některých lokomotiv byla použita valivá ložiska. Protože se nové prvky osvědčily, byly použity i při konstrukci další, větší lokomotivy řady 556.0 pro nákladní dopravu.
Stroje řady 475.1 sloužily více než 30 let a pro svou spolehlivost a zároveň jednoduchou obsluhu si získaly mezi lokomotivními četami i dílenským personálem oblibu. S přibývajícím stářím přecházely na méně důležité výkony a vedlejší tratě, kde nahradily starší stroje. Prošly také několika rekonstrukcemi, mezi ty nejdůležitější patří dosazení mechanických přikladačů a nových dyšen typu Kylchap. Od poloviny 60. let byly postupně vyřazovány a s dodávkami nových motorových lokomotiv v sedmdesátých letech se jejich počty dále snižovaly, avšak značná poruchovost nových motorových lokomotiv řady T 478.3 vedla k prodloužení služebního nasazení o další léta. Poslední stroje této řady vydržely v provozu až do roku 1980. K lokomotivám se používaly tendry řad 932.3 a 935.0.

## Vznik, objednávka
V rámci poválečné obnovy značně rozmanitého parku parních lokomotiv bylo rozhodnuto zkonstruovat a vyrobit několik typů lokomotiv. Pro nejdůležitější a nejrychlejší vlaky byla objednána řada 498.0, ale pro vlaky osobní a rychlé nákladní bylo počítáno se stroji nižšího výkonu a menšího nápravového tlaku, umožňujícího přechodnost na tratě se slabším typem svršku. Základní parametry zněly:
- maximální rychlost 100 km/h
- nápravový tlak 15 tun
- výkon přibližně 2 000 koní
- pouze dvouválcová konstrukce (na rozdíl od tříválcové řady 498.0)

Výroba lokomotiv byla zadána do plzeňských Škodových závodů, které již pracovaly na dodávkách řady 498.0. S ní měla být nová lokomotiva alespoň v některých konstrukčních uzlech unifikována. Objednávka na první sérii, čítající 55 kusů, přišla roku 1946 s požadavkem dodání první lokomotivy do konce roku následujícího. Za jednu lokomotivu výrobce požadoval částku 3 114 315 Kčs, příslušný tendr řady 935.0 (pro vzájemnou zaměnitelnost stejný jako u řady 498.0) stál 665 250 Kčs.

## Výroba

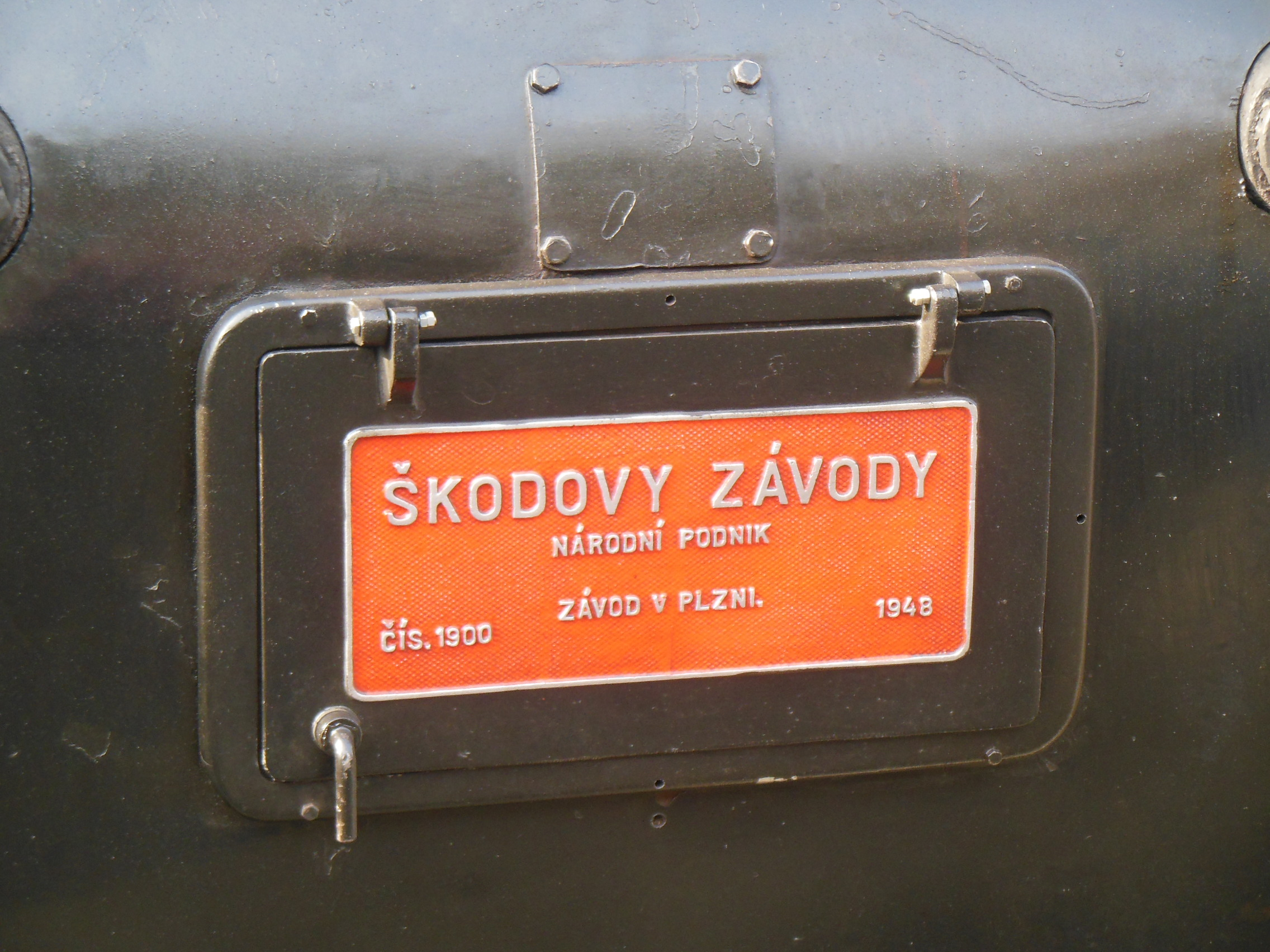
Výrobní štítek

Přes využití nejnovějších dostupných technologií (moderní kotel s přehřívačem a pyrometrem, natřásací rošty Houlson, u některých lokomotiv valivá ložiska a podobně) byla objednávka vyřízena velmi rychle a již 2. prosince 1947, tedy čtyři týdny před vypršením lhůty, byla ČSD předána první lokomotiva čísla 475.103 (dokončena byla dříve než čísla 1 a 2). V několikatýdenních odstupech byly po nezbytných zkouškách do provozu zařazovány další stroje a ihned nasazeny na vlacích. Lokomotivy se osvědčily a ještě před dodáním celé první série byla objednána série druhá o 27 kusech.
Na základě dobrých zkušeností s lokomotivami (dokázaly nahradit starší řady 365.4, 455.2, 456.0 především z válečných kořistí) byly doobjednávány další stroje a do roku 1950 bylo vyrobeno celkem 172 kusů ve čtyřech výrobních sériích. Posledních 25 lokomotiv ale v tuzemsku nezůstalo a bylo odesláno do Korejské lidově demokratické republiky v rámci socialistické výpomoci. Stalo se tak na jaře 1951. Zároveň byla mezi lety 1955–1956 předváděna lokomotiva 475.1142 v Číně (pro tento účel byla opatřena zeleným nátěrem inspirovaným řadou 387.0), k výrobě dalších lokomotiv na export ale nedošlo.

## Provoz

### Využití
Lokomotivy byly využívány téměř na všech typech výkonů, s výjimkou těžkých nákladních vlaků (pro ty byla určena řada 556.0). Díky výrobě téměř 150 kusů se rozšířily napříč Československem a sloužily na mnoha hlavních i vedlejších tratích, kde to traťové poměry dovolovaly. Pro svou jednoduchou dvouválcovou konstrukci a s tím spojenou spolehlivost si získaly mezi provozním personálem oblibu a nejednou nahrazovaly i výkonnější řadu 498.0 na dálkových rychlících. 

### Přesuny

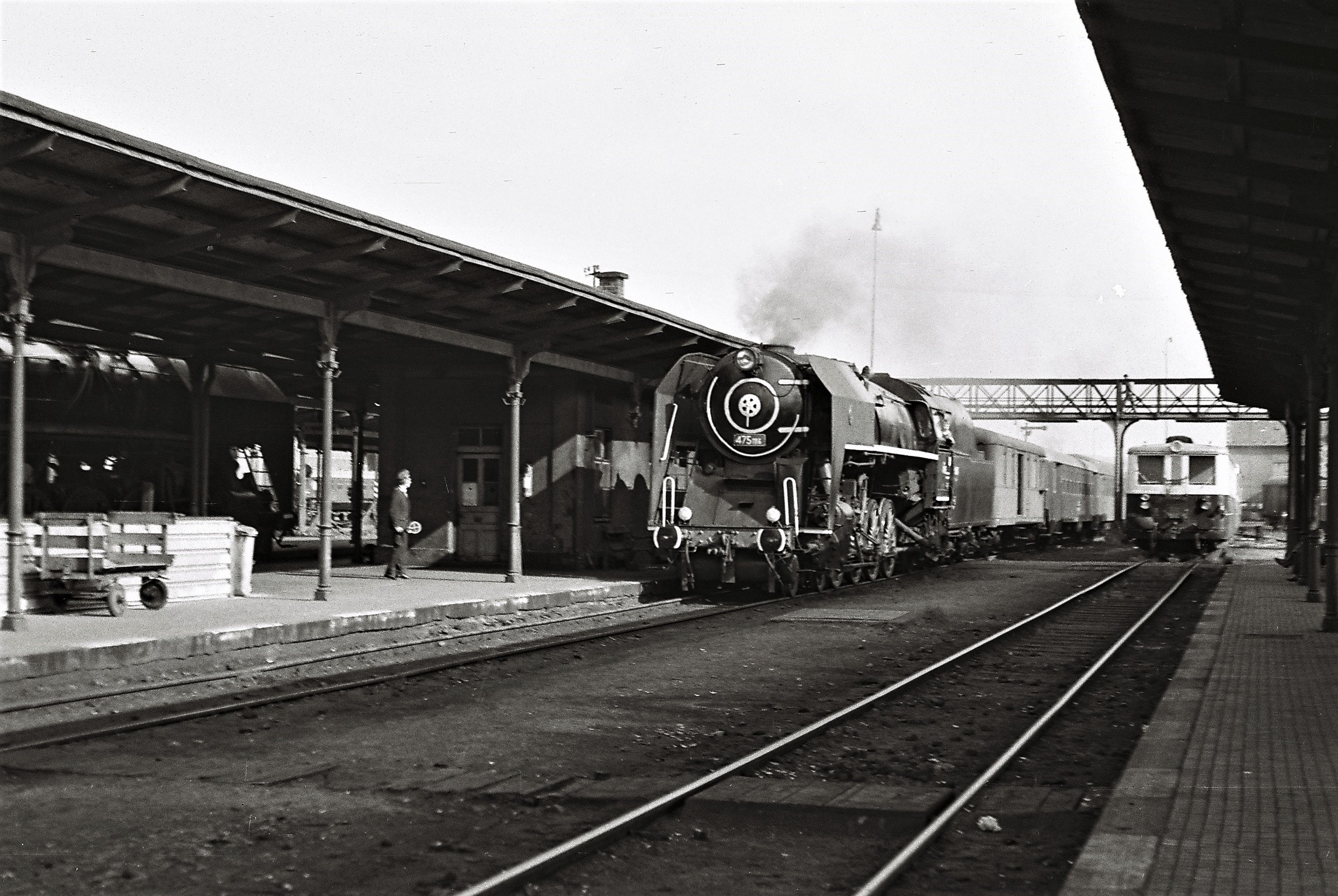
Snímek z provozu řady 475.1 v Liberci

Z výroby byla většina lokomotiv dodána do výtopen, kde bylo potřeba nahradit válečné a předválečné lokomotivy (Praha, Brno, Bratislava, Žilina). Postupem času se dostaly do mnoha dalších dep a převzaly výkony i od novějších typů lokomotiv, které pro dané vlaky nevyhovovaly (například řada 387.0). Uplatnění našly i v lehké nákladní dopravě, především u vlaků přepravujících expresní zásilky a zboží. 
Ke konci provozu se jako nadbytečné lokomotivy dostaly i na ryze podřadné výkony, jakými byly pracovní a stavební vlaky, případně vytápění rotund v lokomotivních depech párou.

### Vyřazování

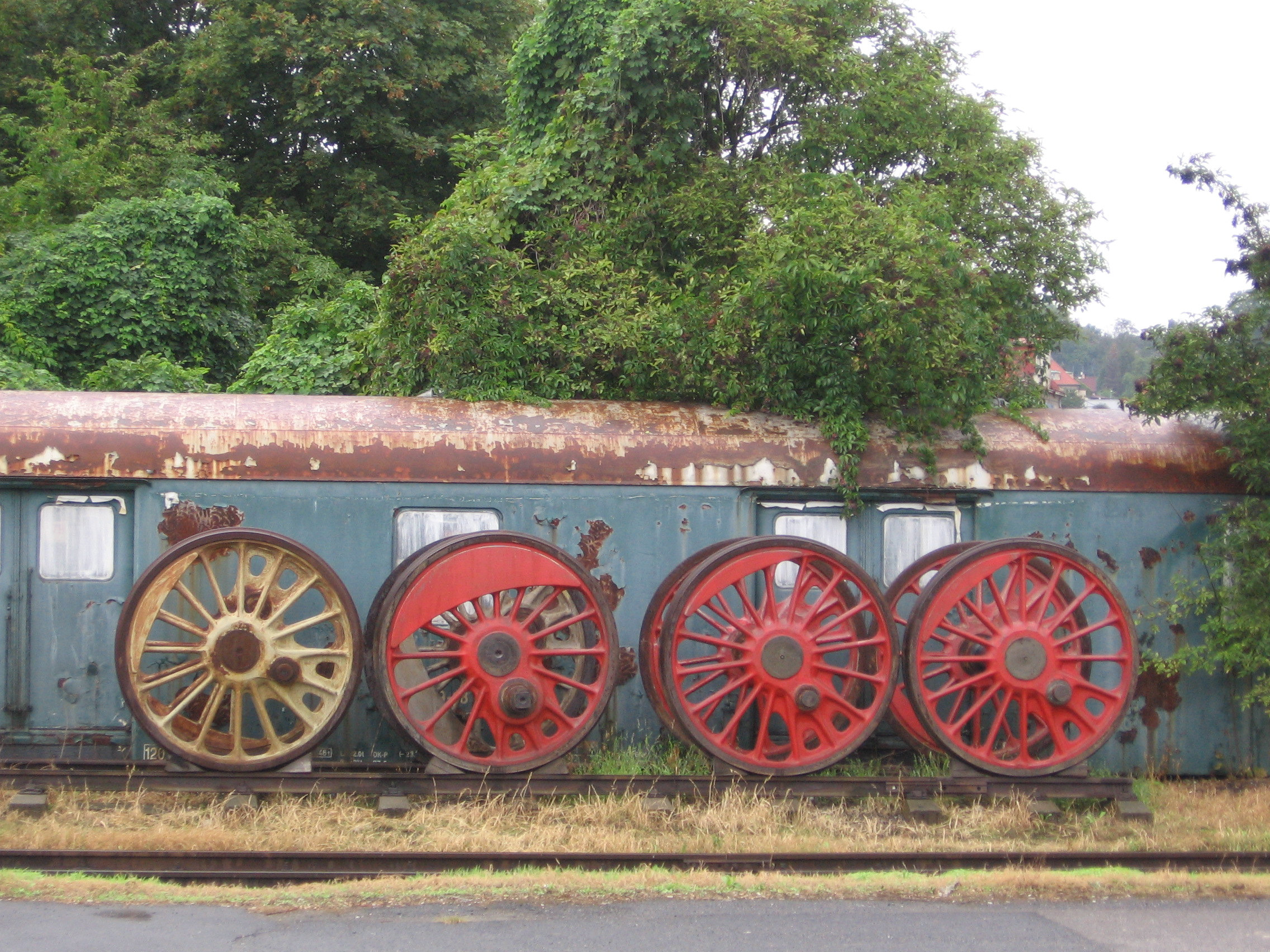
Vyvázaná dvojkolí

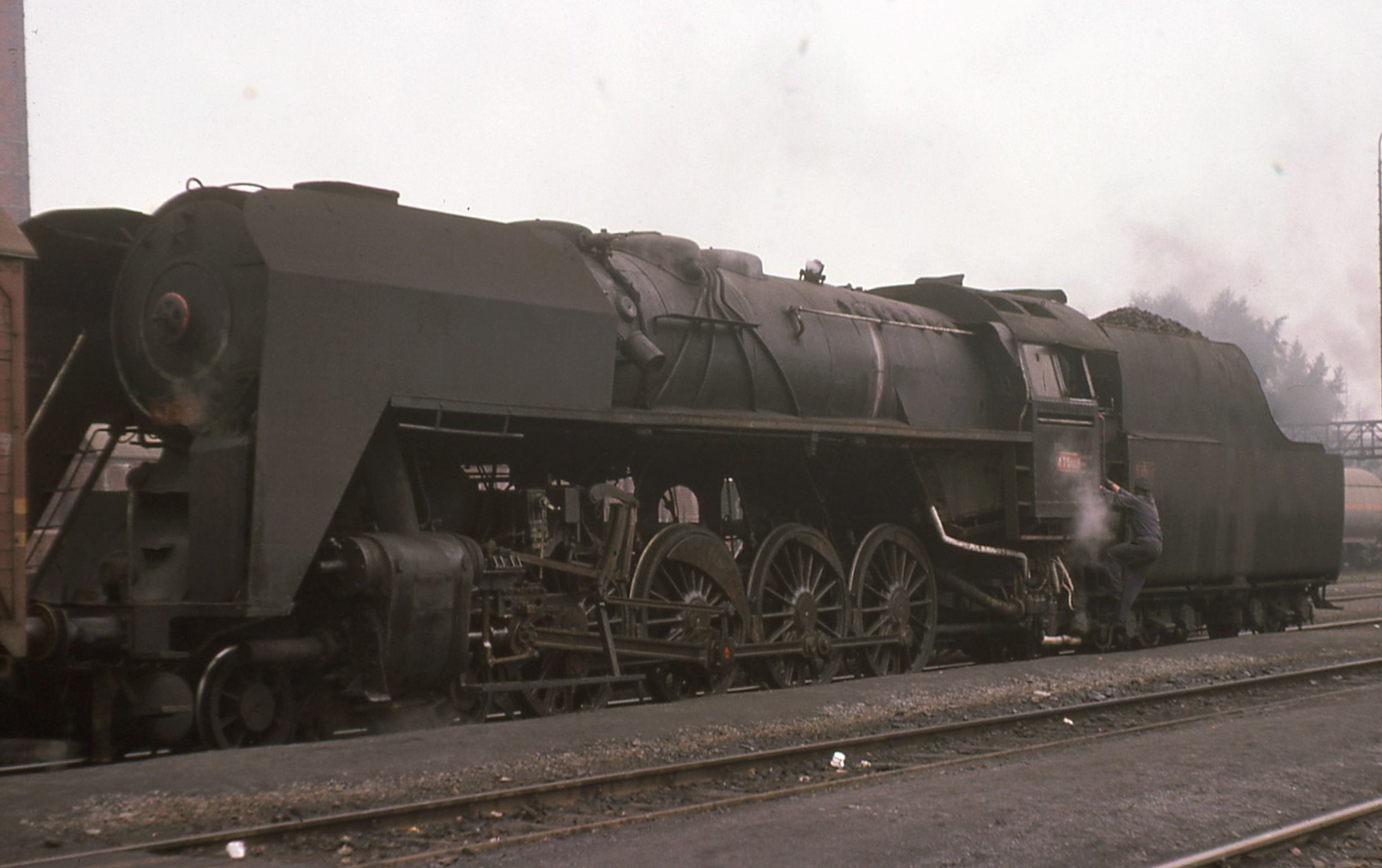
Lokomotiva 475.132 ke konci provozu

Od poloviny 60. let začal masivní nástup moderních trakcí (elektrické i motorové) a to způsobilo značný nadbytek parních lokomotiv. Řada 475.1 byla většinou přesouvána na vedlejší tratě nebo tam, kde nahradila ještě starší stroje. Některé stroje v horším technickém stavu byly rovnou zrušeny a sešrotovány, případně použity na náhradní díly – první dva exempláře byly zrušeny již roku 1963. Po roce 1970 se počet provozních lokomotiv dále snižoval ve prospěch lokomotiv motorových, ačkoliv jejich značná poruchovost (především řady T 478.3) umožnila řadu 475.1 udržet v provozu déle, než bylo předpokládáno. Poslední lokomotivy dosluhovaly jako stroje pro dopravu pomocných vlaků, případně jako stabilní vytápěcí kotle. Definitivně vyřazeny byly v roce 1980 jako jedna z posledních lokomotivních řad.

## Rekonstrukce
Ačkoliv byla řada 475.1 již z výroby technicky na velmi vysoké úrovni, ani jí se nevyhnuly rekonstrukce a zlepšení za účelem zhospodárnění a zjednodušení jejich obsluhy a údržby. Šlo zejména o dodatečné dosazení mechanických přikladačů uhlí (typu Standard Stocker jako u řady 556.0 pro nákladní dopravu – v jižních Čechách si proto vysloužily jinde neobvyklou přezdívku „štokr“), které velmi ulehčily práci topiče a snížily spotřebu paliva, přestože u lokomotiv první série musel být v tendru zmenšen vodojem. Podobně přínosnou rekonstrukcí byla výměna původní dyšny za novou typu Kylchap.  

## Historické lokomotivy
Vzhledem k počtu vyrobených lokomotiv se podařilo do současnosti zachovat větší množství exemplářů, z nichž čtyři jsou i provozuschopné. Kromě těchto strojů bylo uchováno také několik vraků, sloužících zejména jako zdroje náhradních dílů.

### 475.101

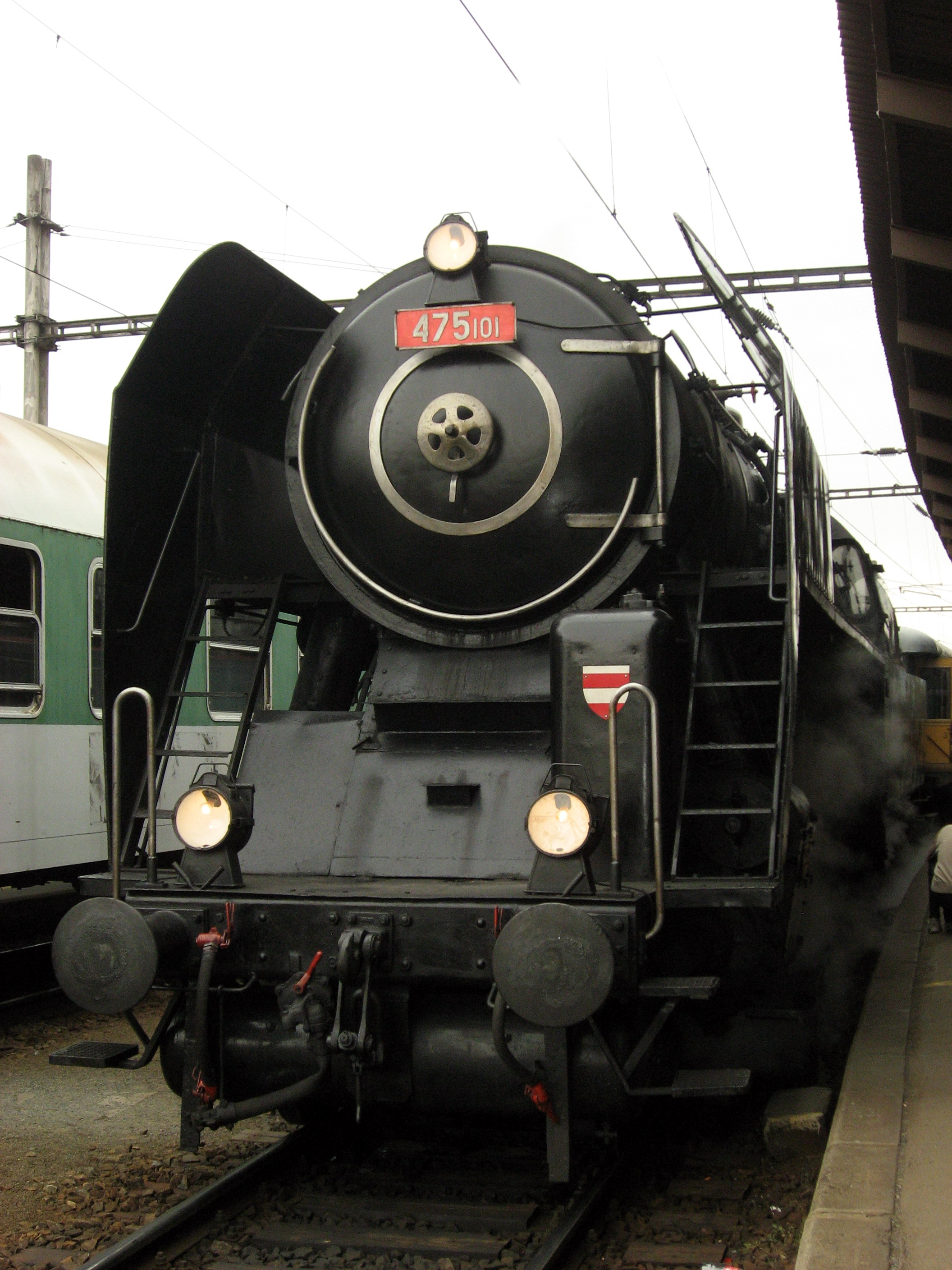
Lokomotiva 475.101 v Brně

Lokomotiva nejnižšího čísla byla dodána ČSD dne 10. 12. 1947 do výtopny Praha Masarykovo nádraží. Odtud se později přes další depa dostala do depa Brno dolní nádraží, kde sloužila většinu svého života. Zde také byla 13. června 1979 zrušena, ale sešrotování unikla a byla zachována. Nyní patří Českým drahám a je vedena jako provozní historické vozidlo.

### 475.111
Lokomotiva 475.111 byla po vyrobení předána v únoru 1948 do plzeňského depa. Odtud byla vypravována s vlaky především na tratě Plzeň–Praha a Plzeň–Cheb. Roku 1955 byla předána do lokomotivního depa v Chomutově. Zde vozila rychlíky na trase Praha – Chomutov – Cheb. Na závěr provozu se dostala do depa v Lounech, kde byla v roce 1977 vyřazena z provozu. Následně byla převezena do České Třebové, kde se měla stát exponátem pro zamýšlený železniční skanzen. Z projektu nakonec sešlo a roku 1983 se novým majitelem stroje stává Muzeum Škoda Plzeň. V 1990 byla lokomotiva převedena do sbírek občanského sdružení Iron Monument Club Plzeň (IMC), které se rozhodlo ji zprovoznit. Náročná oprava byla v ŽOS České Velenice provedena v roce 1993 a po dokončení se stroj rozjel vlastní silou o další tři roky později. V péči IMC zůstává do současnosti a je používána k historickým jízdám a setkáním nejen v Česku, ale i v zahraničí.

### 475.179 (994.004-0)

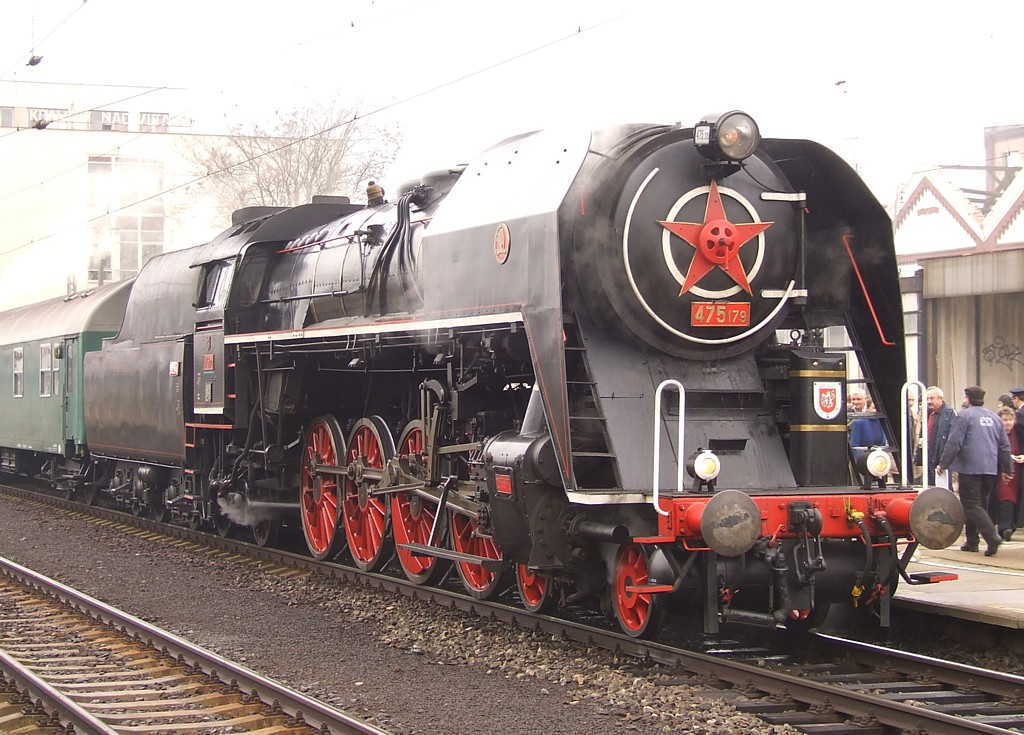
Stroj 475.179

Lokomotiva 475.179 byla vyrobena ve Škodě Plzeň roku 1948 s výrobním číslem 1900 a tendrem 932.323. Dne 5.8.1948 zahájila svůj provoz v LD Vršovice. Její další působení od 4.11.1948 České Budějovice, od 19.2.1958 Bratislava, od 1.3.1959 Veselí nad Moravou, od 26.8.1959 Zvolen (Fiľakovo), odkud byla dne 29.7.1972 předána do LD Děčín (Výtopna Podmokly). Spolu s ní byly do Děčína předány lokomotivy 475.1104, 1106, 1137 a 1146. Od 15.4.1976 do roku 1979 působila ještě v Lovosicích, poté znovu Děčín, kde zakončila svůj pravidelný provoz. Lokomotiva nebyla nikdy zrušena a byla vedena jako v provozní stroj do roku 1981, kdy se z ní stal muzejní exponát. V roce 2003 byla na lokomotivě provedena poslední generální oprava v Českých Velenicích a dostala tendr 932.394, se kterým původně jezdila lokomotiva 475.1138. Lokomotiva patří Českým drahám, je vedena pod CHV Lužná u Rakovníka a od června roku 2009 je deponována v České Lípě.

### 475.194
Lokomotiva 475.194 byla společně se stroji 475.1142 a 498.106 poslední turnusově nasazenou parní rychlíkovou  lokomotivou v Československu, když v třídenní turnusové skupině P04 lokomotivního depa Brno od září do konce listopadu 1978 zajišťovala vozbu osobních vlaků na trati Brno–Přerov. Jako poslední své řady ještě v březnu 1980 zajížděla vlastní silou předtápět soupravy na odstavné nádraží B v Brně. Následně byla upravena na vytápěcí kotel K767 a zajišťovala vytápění objektů lokomotivního depa Brno. V prosinci 1999 ji odkoupil od Českých drah pan Dušan Kotisa, který lokomotivu i její tendr postupně renovuje s předpokladem zprovoznění. Lokomotiva byla 23 roků deponována v areálu společnosti Teplárny Brno a.s.,
od června 2023 ale její oprava pokračuje v prostorách firmy Cementárna Maloměřice s.r.o.

### 475.196
Kromě tří provozních českých lokomotiv se jedna lokomotiva řady 475.1 nachází i na Slovensku, konkrétně exemplář čísla 96 ve Vrútkách. Z výroby byl dodán do Břeclavi, odkud se později přesunul také do zvolenského depa, zde byl vyřazen roku 1975 a skončil jako vytápěcí kotel v depu Fiľakovo. Po několikaletém chátrání o něj projevilo zájem Múzejno – dokumentačné centrum v Bratislavě a byl převzat do jeho sbírek. V roce 2004 byla dokončena náročná oprava členy spolku Výhrevňa Vrútky a lokomotiva byla opět zprovozněna.

### 475.1142
Lokomotiva 475.1142 v unikátním zeleném nátěru sloužila téměř 27 let v Plzni, odkud byla v roce 1978 předána do Brna. Pro svou výjimečnost byla vybrána do sbírek Národního technického muzea jako provozní exponát a po vyřazení udržována v depu Přerov. Takto sloužila až do roku 2003, kdy jí počátkem roku skončila způsobilost kotle a lokomotiva byla odstavena. V neprovozním stavu byla přes muzeum ČD v Lužné u Rakovníka přesunuta do depozitáře NTM v Chomutově, kde čeká na další osud.

## Galerie
- Parní lokomotiva řady 475.1 v čele nostalgického vlaku odjíždějícího ze železniční stanice Vrútky
- Uspořádání pojezdu parní lokomotivy řady 475.1 (2' D 1'h2)

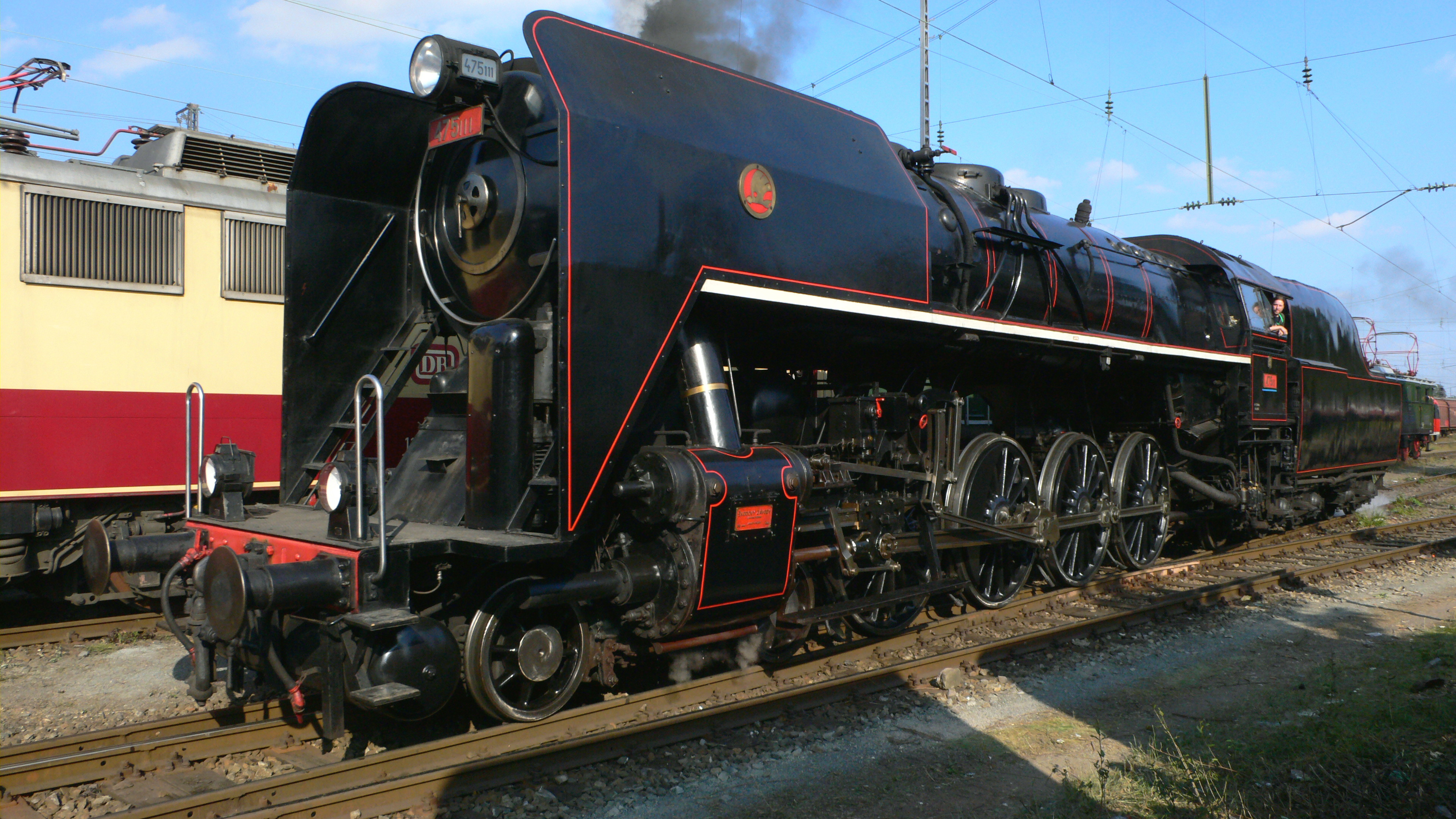
Lokomotiva 475.111 na historické jízdě
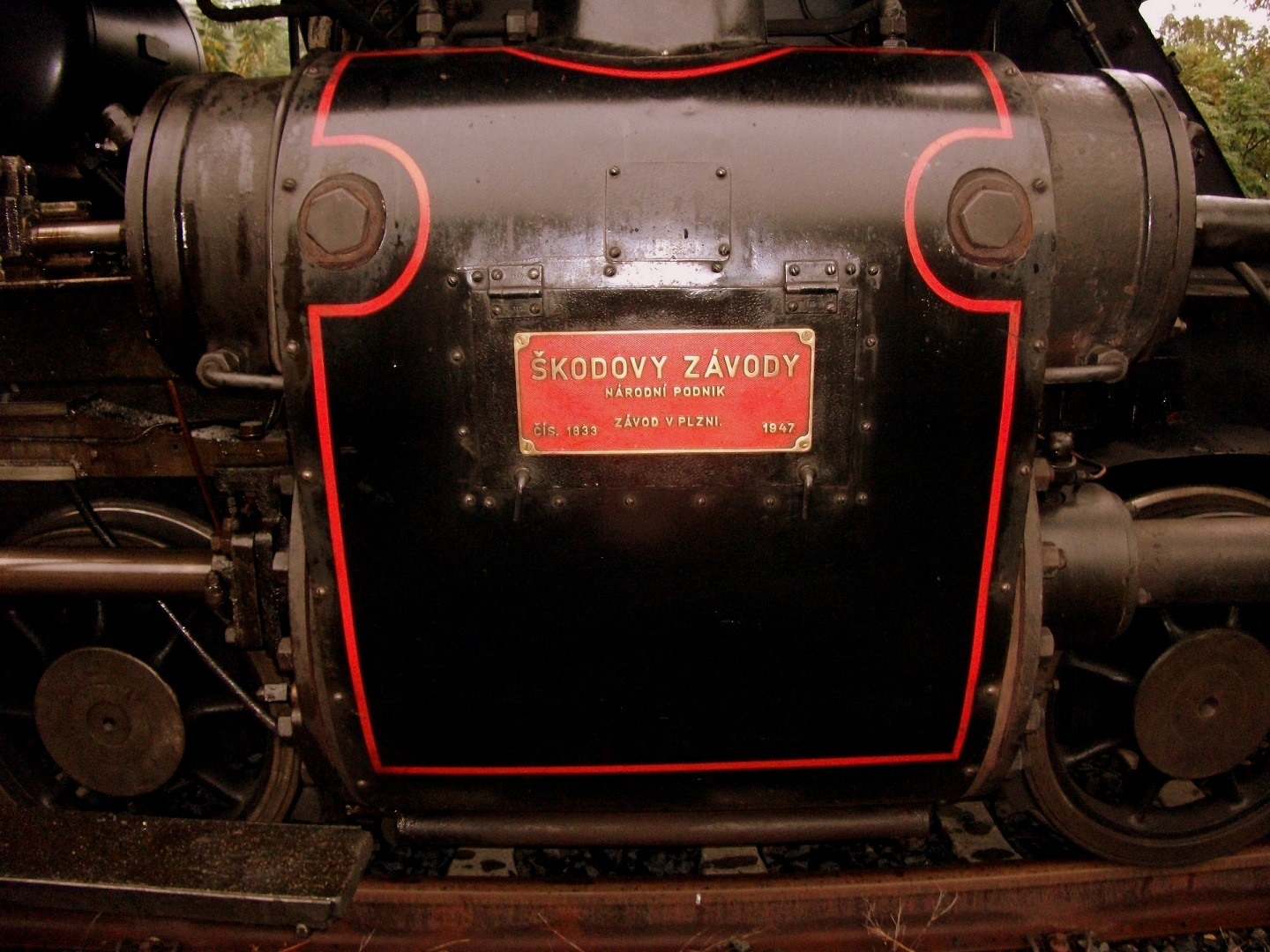
Detail parního válce